# Научное
Научное (каз. Научный) — село в Карабалыкском районе Костанайской области Казахстана. Входит в состав Белоглинского сельского округа. Находится примерно в 12 км к северу от районного центра, посёлка Карабалык. Код КАТО — 395033200.

## История
Село основано в 1938 году. Первыми жителями села были семьи немецкой национальности, переселенцы с Поволжья.

## Население
В 1999 году население села составляло 925 человек (432 мужчины и 493 женщины). По данным переписи 2009 года в селе проживало 629 человек (290 мужчин и 339 женщин).